# Der blaue Planet (Dokumentationsreihe)
Der blaue Planet (auch Unser blauer Planet II) ist eine Dokumentationsreihe der BBC („BBC Studios – The Natural History Unit“). Eine deutschsprachige Synchronisation und gekürzte Bearbeitung wurde im Februar und März 2018 im Ersten unter dem Titel Der blaue Planet uraufgeführt. Am 23. März 2018 kam eine ungekürzte deutschsprachige Synchronisation als DVD, Blu-ray und „Blu-ray-4K Ultra HD“ mit Titel Unser blauer Planet II in den Handel.

## Folgen
Die TV-Dokumentationsreihe Der blaue Planet umfasst in der gekürzten deutschen Fassung sechs Folgen, die jeweils etwa 43 Minuten lang sind. Sie wurde an sechs aufeinanderfolgenden Montagen um jeweils 20:15 Uhr erstmals ausgestrahlt.
In der englischen Originalversion Blue Planet II und in den deutschen Veröffentlichungen Unser blauer Planet II auf Blu-ray und DVD besteht die Reihe aus sieben Folgen mit einer Länge von etwa 50 Minuten (Folgen 1–6) bzw. 58 Minuten (Folge 7).
| Folge | Titel                    | Regie          | Erstausstrahlung |
| ----- | ------------------------ | -------------- | ---------------- |
| 1     | Unbekannte Ozeane        | Jonathan Smith | 19. Feb. 2018    |
| 2     | Leuchtende Tiefsee       | Orla Doherty   | 26. Feb. 2018    |
| 3     | Faszination Korallenriff | Jonathan Smith | 05. März 2018    |
| 4     | Auf hoher See            | John Ruthven   | 12. März 2018    |
| 5     | Unterwasserdschungel     | Kathryn Jeffs  | 19. März 2018    |
| 6     | Extremwelt Küste         | Miles Barton   | 26. März 2018    |

| Folge | Original-Titel  | Deutscher Titel     |
| ----- | --------------- | ------------------- |
| 1     | One Ocean       | Ein Ozean           |
| 2     | The Deep        | Die Tiefsee         |
| 3     | Coral Reefs     | Die Korallenriffe   |
| 4     | Big Blue        | Das weite Blau      |
| 5     | Green Seas      | Die grünen Meere    |
| 6     | Coasts          | Die Küsten          |
| 7     | Our Blue Planet | Unser blauer Planet |

## Produktion
In Großbritannien, wo die Serie unter dem Titel Blue Planet II produziert und im Jahr 2017 im Fernsehen lief, war die Doku die erfolgreichste TV-Sendung des Jahres: 14,1 Millionen Menschen sahen die erste Folge. Die BBC hat die aufwendige Serie, für die in 125 Expeditionen auf jedem Kontinent und in jedem Ozean gedreht wurde, mittlerweile an 30 Länder verkauft. Koproduzenten waren BBC, BBC America, Tencent, WDR, France Télévisions und CCTV9 – in Zusammenarbeit mit BBC Open University, BR, doclights NDR Naturfilm und SWR.
Die deutschsprachige Synchronisation Der blaue Planet war eine Koproduktion von WDR, BR, NDR und SWR; sie wurde von Tesche Dokumentarfilm erstellt. Die Synchronisation Unser blauer Planet II wurde von der Mo Synchron GmbH erstellt.

## Sprecher
In Unser blauer Planet II fungiert David Attenborough als Moderator und Off-Sprecher, dessen deutsche Synchronstimme ist Christian Schult. In Der blaue Planet fehlen die Moderator-Szenen, Axel Milberg ist Off-Sprecher.

## Musik
Die Filmmusik stammt vom Oscarpreisträger Hans Zimmer und den Co-Komponisten Jacob Shea und David Fleming. Sie wurde in der Synchron Stage Vienna eingespielt.

## Weitere Informationen zu den Folgen

### Folge 1: Unbekannte Ozeane
Der Großzahn-Lippfisch öffnet Hartschalenmuscheln, indem er diese an Korallenauswüchsen aufknackt. Diese Nutzung wurde erstmals professionell gefilmt.

### Folge 6: Extremwelt Küste
Die Folge zeigt Oliv-Bastardschildkröten bei der Eiablage am Strand in Costa Rica, Galápagos-Seelöwen bei der gemeinsamen Jagd auf Gelbflossen-Thunfische, einen Ocker-Seestern auf der Jagd nach Napfschnecken im Gezeitentümpel, eine Rote Klippenkrabbe, die einer Muräne und einer Krake entkommt, Raubmöwen, die auf Hornøya versuchen, Papageientauchern ihre Beute zu entwenden, Schleimfische auf Mikronesien, Königspinguine und Seeelefanten auf Südgeorgien und weist auf die Gefährdung der Küsten durch Bebauung und Schadstoffe hin.

## Rezeption
Axel Milberg als Sprecher zur Serie: „Was ist wichtiger als der Planet, auf dem wir leben? Sein Reichtum an Lebensformen sollte uns glücklich machen. Lernen Sie Anemonenfische, Gelbschwanz-Scheinschnapper, den Riesenborstenwurm, Röhrenaale und den ätherischen Schneckenfisch kennen. Die besten Kameraleute und die geduldigsten Regisseure nehmen uns mit auf Entdeckungsreisen, zeigen uns die bizarren Tricks des Überlebens und verblüffende Lebenspartnerschaften. Da kann man durchaus auch an Paare denken in unserem Bekanntenkreis. Kommen Sie mit auf diese unfassbare Reise! Sie brauchen dafür keine Sauerstoffflasche. Nur sechs mal 45 Minuten Zeit und Neugier.“
Thomas Kerstan nahm die TV-Serie 2018 in seinen Kanon für das 21. Jahrhundert auf, einer Auswahl von Werken, die seines Erachtens „jeder kennen sollte“.

## Nachweise
1. ↑  Der Blaue Planet. In: daserste.de. Abgerufen am 29. März 2018.
2. ↑  Unser blauer Planet II. In: amazon.de. Abgerufen am 29. April 2018.
3. ↑  Tina Baier: Die Ozeane, wie sie noch nie zu sehen waren. In: SZ.de. 19. Februar 2018, abgerufen am 29. März 2018.
4. ↑  Der blaue Planet – Filmmusik von Hans Zimmer. In: daserste.de. Abgerufen am 29. März 2018.
5. ↑  Blue Planet II - SynchronStage Vienna. Abgerufen am 8. Februar 2023.
6. ↑  Der blaue Planet – Sprecher Axel Milberg. In: daserste.de. Abgerufen am 29. März 2018.
7. ↑  Th. Kerstan: Was unsere Kinder wissen müssen. Ein Kanon für das 21. Jahrhundert. Hamburg 2018. S. 11, 242f.